# Élections sénatoriales de 1998 dans l'Ain
Les élections sénatoriales dans l'Ain ont eu lieu le dimanche 27 septembre 1998. 
Elles ont eu pour but d'élire les sénateurs représentant le département au Sénat pour un mandat de neuf années.

## Contexte départemental
Lors des élections sénatoriales du 24 septembre 1989 dans l'Ain, deux sénateurs UDF ont été élus, Jean-Paul Émin et Jean Pépin.
Depuis, tous les effectifs du collège électoral des grands électeurs ont été renouvelés, avec les élections législatives françaises de 1997, les élections régionales françaises de 1998, les élections cantonales de 1994 et 1998 et les élections municipales françaises de 1995.

## Rappel des résultats de 1989
| Candidat et parti politique | Candidat et parti politique | Candidat et parti politique | Premier tour | Premier tour | Second tour | Second tour |
| Candidat et parti politique | Candidat et parti politique | Candidat et parti politique | Voix         | %            | Voix        | %           |
| --------------------------- | --------------------------- | --------------------------- | ------------ | ------------ | ----------- | ----------- |
|                             | Jean Pépin                  | UDF                         | 758          | 55,69        |             |             |
|                             | Jean-Paul Émin              | UDF                         | 666          | 48,93        | 839         | 62,06       |
|                             | Noël Ravassard              | PS                          | 462          | 33,95        | 493         | 34,46       |
|                             | Louis Jannel                | MRG                         | 420          | 30,86        | Retrait     | Retrait     |
|                             | Paul Duperrier              | RPR                         | 231          | 16,97        | Retrait     | Retrait     |
|                             | Fernand Roustit             | PCF                         | 30           | 2,20         | Retrait     | Retrait     |
|                             | Roland Tanzili              | PCF                         | 28           | 2,06         | Retrait     | Retrait     |
|                             | Jean Alcaraz                | FN                          | 24           | 1,76         | Retrait     | Retrait     |
|                             | Yolande Gauthier            | Verts                       | 0            | 0,00         | 20          | 1,48        |
|                             |                             |                             |              |              |             |             |
| Inscrits                    | Inscrits                    | Inscrits                    | 1 395        | 100,00       | 1 395       | 100,00      |
| Abstentions                 | Abstentions                 | Abstentions                 | 4            | 0,29         | 12          | 0,77        |
| Votants                     | Votants                     | Votants                     | 1 391        | 99,71        | 1 383       | 99,23       |
| Blancs et nuls              | Blancs et nuls              | Blancs et nuls              | 30           | 2,15         | 29          | 2,07        |
| Exprimés                    | Exprimés                    | Exprimés                    | 1 361        | 97,56        | 1 352       | 96,92       |

## Sénateurs sortants
| Sénateur | Sénateur       | Parti | Fonctions lors de l'élection en 1989                  |
| -------- | -------------- | ----- | ----------------------------------------------------- |
|          | Jean-Paul Émin | DL    | Conseiller général, adjoint au maire d'Oyonnax        |
|          | Jean Pépin     | DL    | Conseiller général, maire de Saint-Nizier-le-Bouchoux |

## Présentation des candidats
Les nouveaux représentants sont élus pour une législature de 9 ans au suffrage universel indirect par les 1446 grands électeurs du département. 
Dans l'Ain, les sénateurs sont élus au scrutin majoritaire à deux tours. 
| Candidats | Candidats       | Parti | Principale fonction                                                               |
| --------- | --------------- | ----- | --------------------------------------------------------------------------------- |
|           | Fernand Roustit | PCF   | Conseiller municipal d'Ambérieu-en-Bugey                                          |
|           | Mylène Ferri    | PCF   | Conseillère municipale d'Oyonnax                                                  |
|           | Anne Colin      | Verts | Conseillère municipale de Monthieux                                               |
|           | Jean-Paul Rodet | PS    | Conseiller général, adjoint au maire de Bourg-en-Bresse                           |
|           | René Dulot      | PRG   | Maire de Chazey-sur-Ain                                                           |
|           | Jean Pépin      | DL    | Sénateur sortant, président du conseil général, maire de Saint-Nizier-le-Bouchoux |
|           | Jean-Paul Emin  | DL    | Sénateur sortant, conseiller général, adjoint au maire d'Oyonnax                  |
|           | Paul Martin     | FN    | Maire de Sault-Brénaz                                                             |

## Résultats
|                | Jean Pépin      | DL             | 933   | 66,03  |  |  |
|                | Jean-Paul Émin  | DL             | 902   | 63,84  |  |  |
|                | Jean-Paul Rodet | PS             | 359   | 25,41  |  |  |
|                | René Dulot      | PRG            | 356   | 25,19  |  |  |
|                | Anne Colin      | Verts          | 57    | 4,03   |  |  |
|                | Mylène Ferri    | PCF            | 50    | 3,54   |  |  |
|                | Fernand Roustit | PCF            | 49    | 3,47   |  |  |
|                | Paul Martin     | FN             | 47    | 3,33   |  |  |
|                |                 |                |       |        |  |  |
| Inscrits       | Inscrits        | Inscrits       | 1 446 | 100,00 |  |  |
| Abstentions    | Abstentions     | Abstentions    | 21    | 1,45   |  |  |
| Votants        | Votants         | Votants        | 1 425 | 98,55  |  |  |
| Blancs et nuls | Blancs et nuls  | Blancs et nuls | 12    | 0,84   |  |  |
| Exprimés       | Exprimés        | Exprimés       | 1 413 | 99,16  |  |  |